# Megan Marcks
Megan Marcks, född den 19 oktober 1972 i Queanbeyan i Australien, är en australisk roddare.
Hon tog OS-guld i tvåa utan styrman i samband med de olympiska roddtävlingarna 1996 i Atlanta.